# Afrogarypus curtus
Afrogarypus curtus es una especie de arácnido del orden Pseudoscorpionida de la familia Geogarypidae.

## Distribución geográfica
Se encuentra en  Kenia.